# Stefan Mecking
Stefan Mecking (* Oktober 1966) ist ein deutscher Chemiker und Professor für Chemische Materialwissenschaft an der Universität Konstanz.

## Leben und Werk
Mecking studierte Chemie an der RWTH Aachen, wo er im Oktober 1994 im Arbeitskreis von Wilhelm Keim promovierte. Es folgte ein Post-Doc Aufenthalt an der Universität von North-Carolina in Chapel Hill in der Arbeitsgruppe von Maurice Brookhart. Nach einer Anstellung bei der Hoechst AG in Frankfurt folgte die Habilitation an der Albert-Ludwigs-Universität Freiburg. Im März 2004 nahm er einen Ruf an die Universität Konstanz an. Die Schwerpunkte seiner Forschung liegen auf dem Gebiet der Polymerisation in dispersen Systemen, Polymerkolloide und Nanostrukturen, Katalysatordesign und mechanistische Studien sowie Hybride organischer und anorganischer Nanophasen.
Mecking erhielt zahlreiche Auszeichnungen, darunter den Eugen-Graetz-Preis (2000), den Hochschullehrernachwuchs-Preis der DECHEMA, die Otto-Roelen-Medaille sowie die Karl-Ziegler-Giulio-Natta-Vorlesung der GDCh.